# Панина, Софья Владимировна
Графиня Со́фья Влади́мировна Па́нина (23 августа 1871—13 июня 1956) — последняя представительница графской ветви рода Паниных, крупная землевладелица, наследница имения Марфино и хозяйка дворца в Гаспре. Известна участием в либеральном движении и благотворительными начинаниями. С 24 мая (6 июня) 1917 г. — товарищ министра государственного призрения, с 14 августа — товарищ министра народного просвещения Временного правительства России.

## Биография
Родилась 23 августа 1871 года в Москве. Внучка министра юстиции В. Н. Панина и промышленника С. И. Мальцова; племянница поэтессы Толы Дориан. Отец умер в 1872. В 1882 мать вышла замуж за известного земского деятеля И. И. Петрункевича.
Владелица крупных поместий в Подмосковье, Смоленской, Воронежской губерниях и в Крыму, среди которых подмосковное имение Марфино и дворец в Гаспре. Окончила Высшие женские курсы в Петербурге. В честь Софьи была названа деревня Софьинка на принадлежащих ей землях близ Панино.
Сочеталась браком 24 апреля 1890 с молодым богачом А. А. Половцовым. Александр III, троюродный брат жениха, был на их свадьбе посаженным отцом. Вскоре брак закончился разводом.

### Благотворительная деятельность
В 1891 познакомилась с учительницей А. В. Пешехоновой и вместе с ней открыла бесплатную столовую для детей в рабочих кварталах на Лиговке в Петербурге.
В 1900 году приобрела участок на углу Тамбовской улицы и, получив разрешение Городской управы, приступила к строительству здания для народного дома. Проект для него выполнил архитектор Ю. Ю. Бенуа. К весне 1903 года строительные работы были завершены, и 7 апреля состоялось освящение и торжественное открытие Лиговского народного дома.
Председатель ряда благотворительных обществ. Работала в Постоянной комиссии по устройству народных чтений. Была товарищем председателя Общества для пособия учащимся в начальных городских училищах и Российского общества защиты женщин. Материально поддерживала Всероссийский земский союз.

### Политическая деятельность

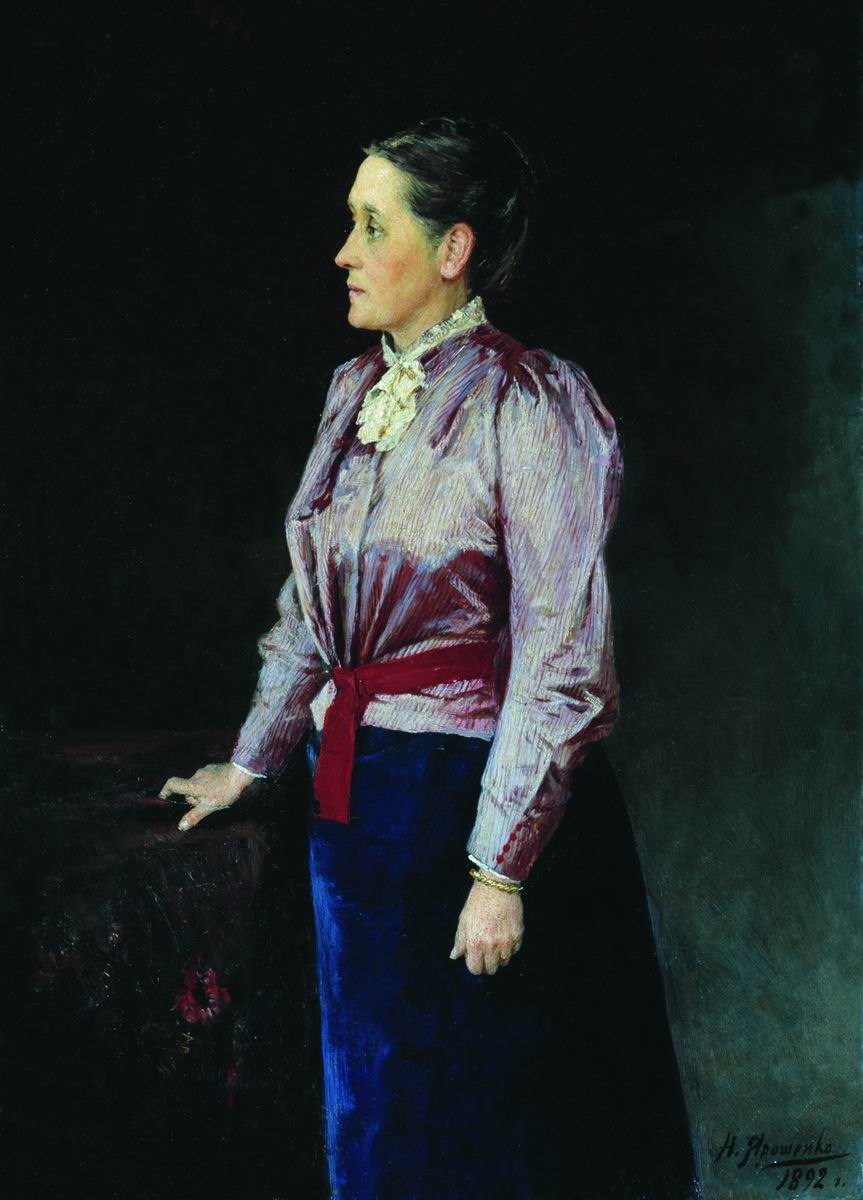
Графиня Софья Владимировна Панина. 1892. Худ. Н. Ярошенко.

Политические взгляды Софьи Паниной сформировались под влиянием её тётки Ольги Викторовны. Не одобряла самодержавие, за что была прозвана в правых кругах «красной графиней». Весной 1917 избрана депутатом Петроградской городской думы. 24 мая избрана членом ЦК Конституционно-демократической партии. В мае назначена товарищем министра государственного призрения Временного правительства, с августа — товарищ министра народного просвещения.
Арестована 28 ноября 1917 года, как одна из руководителей партии кадетов. Панина отказалась передать большевикам денежные средства министерства народного просвещения — они были помещены ею в иностранный банк и могли быть выданы только «законному режиму». 10 декабря 1917 года избрана в Почётные члены Русского общества любителей мироведения. В этот же день состоялся суд Революционного Трибунала над С. В. Паниной. Ревтрибунал, учитывая её заслуги перед освободительным движением и её человеческие достоинства, ограничился вынесением общественного порицания, обязав внести в кассу Наркомпроса изъятую ранее сумму. 19 декабря освобождена из тюрьмы.

В крымском дворце графини Паниной Лев Толстой писал повесть «Хаджи-Мурат».

В начале 1918 выехала на Юг России. До весны 1920 пробыла на Дону, активно помогая Белому движению. Здесь стала гражданской женой Н. И. Астрова.
С 1920 года в эмиграции — в Чехословакии, затем, после нацистской оккупации — в США. Детей у неё не было.
Похоронена на кладбище Успенского женского Новодивеевского монастыря в Нануете, штат Нью-Йорк.